# 林兆华
林兆华（1936年7月—），男，天津人，中国大陆戏剧导演，北京人民艺术剧院导演、原副院长。

## 生平
1961年毕业于中央戏剧学院表演系。对1980年代实验戏剧、小剧场戏剧的发展做出了相当的贡献。1989年成立“林兆华戏剧工作室”。2010年开始举办“林兆华戏剧邀请展”，为中外戏剧、戏曲交流做出了重要贡献。

## 社会兼职
中国戏剧家协会常务理事，北京大学戏剧研究所所长，北京大学、中国传媒大学、中央戏剧学院兼职、客座教授。

## 作品
- 话剧：
  - 高行健编剧：《绝对信号》（1982年）、《车站》（1983年）、《野人》（1985年）、《山海经传》（2012年）
  - 过士行编剧：《鸟人》（1993年）、《棋人》（1995年）、《鱼人》（1997年）、《厕所》（2002年）、《活着还是死去》（2007年）、《回家》（2010年）
  - 莎士比亚编剧：《哈姆雷特》（1989年）、《理查三世》（2001年）、《大将军寇流兰》（2007年）
  - 其他编剧：《红白喜事》（1984年）、《狗儿爷涅槃》（1986年）、《罗慕洛斯大帝》（1992年）、《三姊妹·等待戈多》（1998年）、茶馆》（1999年）、《风月无边》（2000年）、《故事新编》（2000年）、《理查三世》（2001年）、《赵氏孤儿》（2003年）、《樱桃园》（2004年）、《梦的戏剧》（2005年）、《建筑大师》（2006年）、《白鹿原》（2006年）、《大将军寇流兰》（2007年）、《刺客》（2007年）、《窝头会馆》（2009年）、《老舍五則》（2010年）、《门客》（2010年）、《说客》（2011年）、《伊凡诺夫》（2011年）、《北京有个中关村》（2012年）、《天鹅之歌+论烟草有害》（2012年）、《隆福寺》（2013年）、《一鸟六命》（2013年）、《雷雨2014》（2014年）、《公民》（2014年）、《人民公敌》（2014年）
- 歌剧：《夜宴》（2003年）、《狂人日记》（2003年）、《命若琴弦》（2011年）、《永乐》（2014年）
- 京剧：《张协状元》（2003年）、《杨门女将》（2003年）
- 书籍：《导演小人书》（2014年）

## 评价
|                                                     | 林兆华是20世纪80年代以来中国戏剧界最有影响的导演之一，也是人们争议最多的导演之一。能否给林兆华及其创作一个客观、公正、全面、准确的评价，对我们来说是很严峻的考验。孟子说“颂其诗，读其书，不知其人可乎？”反过来也一样，观其戏，听其言，对其人也应该有更多一些的了解。但是很困难。原因就在于，林兆华自1978年与梅阡一起执导《丹心谱》以来，所排话剧和戏曲有数十部之多，可谓风格各异，流派纷呈，很少重复自己。根据一些戏，我们可以称他为现实主义；根据另一些戏，别人也可以称他为表现主义或现代派。他有时给人的印象是先锋的、实验的，有时又表现为传统的或写实的。很显然，想用单一的风格完全概括林兆华的戏剧创作是徒劳的。综合他的所有作品，我们则很难把他归到哪一种风格或主义中去。他在许多场合表示，他没有风格，也不属于任何流派。他这么说，基本上属实。但即便如此，林兆华仍然有他一以贯之的东西。这种东西不是别的，就是对于一个艺术家来说最可宝贵的、不安分的、不愿墨守成规的、追求心灵自由的精神。 |
| ——解玺璋《悲剧时代：惴惴不安的戏剧灵魂-林兆华散论》 | |